# Andreas Schwartze
Andreas Schwartze (* 27. April 1956 in Celle) ist ein deutscher Rechtswissenschaftler.

## Leben
Er erwarb von 1976 bis 1982 die Staatsexamina (Assessor juris Landesjustizprüfungsamt Niedersachsen/Universität Hannover) und 1990 den Master of Legal Studies in Comparative, European and International Law (European University Institute). Nach der Promotion zum Doktor juris 1990 an der Universität Hannover und der Habilitation 1997 ebenda (Lehrbefugnis für Bürgerliches Recht, Zivilprozessrecht, Deutsches und Europäisches Wirtschaftsrecht, Rechtsvergleichung und Internationales Privatrecht) war er 2000/2001 Professor für Privat- und Wirtschaftsrecht (Universität Wuppertal). Seit 2002 ist er Universitätsprofessor für Europäisches Privatrecht, Privatrechtsvergleichung und Internationales Privatrecht, Nachfolge Fritz Reichert-Facilides (Universität Innsbruck).
Seine Forschungsschwerpunkte sind österreichisches und deutsches Zivilrecht, Europäisches Privat- und Wirtschaftsrecht und internationales Privat- und Prozessrecht sowie Rechtsvergleichung, ökonomische Theorie des Rechts – insbesondere im Bereich des Vertragsrechts, der Kreditsicherheiten und des Verbraucherrechts.

## Schriften (Auswahl)
- Deutsche Bankenrechnungslegung nach europäischem Recht. Der Einfluss von Zielsetzung und Inhalt der EG-Bankbilanzrichtlinie auf die deutschen Publizitätsvorschriften für Kreditinstitute nach HGB und KWG. Baden-Baden 1991, ISBN 3-7890-2468-6.
- Europäische Sachmängelgewährleistung beim Warenkauf. Optionale Rechtsangleichung auf der Grundlage eines funktionalen Rechtsvergleichs. Tübingen 2000, ISBN 3-16-147142-3.
- mit Bernhard Losch: Rechtswissenschaft für Gesellschaftswissenschaften. Juristische Grundlagen für Ökonomen, Politologen, Sozial- und Kulturwissenschaftler. Stuttgart 2006, ISBN 3-17-013593-7.
- mit Wulf Kaal und Mathias Schmidt (Hrsg.): Festschrift zu Ehren von Christian Kirchner. Recht im ökonomischen Kontext. Tübingen 2014, ISBN 3-16-153123-X.